# Lissonota erythrina
Lissonota erythrina là một loài tò vò trong họ Ichneumonidae.